# Witułty
Witułty (dawniej Witulty, niem. Witulten) – wieś w Polsce położona w województwie warmińsko-mazurskim, w powiecie olsztyńskim, w gminie Olsztynek. W latach 1975–1998 miejscowość administracyjnie należała do województwa olsztyńskiego.
Niewielka osada, położona ok. 7 km na północ od Olsztynka.

## Historia
W czasach krzyżackich wieś pojawia się w dokumentach w roku 1344, podlegała pod komturię w Olsztynku, były to dobra krzyżackie o powierzchni 15 włók. W czasie wojny polsko-krzyżackiej, w 1410 r. uległa zniszczeniu.  Wieś powstała około 1344 r. lokowana na 15 łanach. W czasie wojny polsko-krzyżackiej w 1414 roku uległa częściowemu zniszczeniu. 
W 1606 r. wolni z Henrykowa, Tomaszyna i Witułt kierowali skargę do elektora na burgrabiego z Olsztynka, który odebrał im dawniej przyznane prawo warzenia piwa.  
W kościele w Mańkach wmurowana jest tablica z nazwiskami ofiar (mieszkańców Witułt: Otto Bastkowski, Adolf Scharnewski, Otto Belss) pierwszej wojny światowej. W 1939 r. we wsi mieszkało 139 osób. W 1997 w miejscowości było 15 mieszkańców a w 2005 - 19.